# Eric Griffin (koszykarz)
Eric Londery Griffin (ur. 26 maja 1990 w Orlando) – amerykański koszykarz występujący na pozycji silnego skrzydłowego, obecnie zawodnik Hapoelu Beer Szewa.
Wielokrotnie występował w letniej lidze NBA. Reprezentował Los Angeles Lakers (2012), Miami Heat (2013), Dallas Mavericks (2014), Cleveland Cavaliers (2015), Los Angeles Clippers (2015), Utah Jazz (2017), Detroit Pistons (2018).
31 grudnia 2018 został zawodnikiem Stelmetu BC Zielona Góra. 15 stycznia 2019 opuścił klub. 2 dni później dołączył do izraelskiego Ironi Naharijja.
24 czerwca 2019 podpisał umowę z australijskim Adelaide 36ers.
20 stycznia 2020 został zawodnikiem portorykańskiego Leones of Ponce. 5 września zawarł kontrakt z izraelskim Hapoelem Beer Szewa.

## Osiągnięcia
Stan na 8 września 2020, na podstawie, o ile nie zaznaczono inaczej.
NCAA
- Uczestnik turnieju Portsmouth Invitational Tournament (2012)
- Zaliczony do:
  - I składu:
    - Big  South (2012)
    - turnieju Global Sports Hoops Showcase (2010)
- Lider konferencji Big South w:
  - liczbie (73) i średniej bloków (2,4 – 2012)
  - skuteczności rzutów z gry (61% – 2012)

Drużynowe
- Mistrz Portoryko (2015)

Indywidualne
(* – nagrody przyznane przez portal eurobasket.com)
- Zaliczony do:
  - II składu defensywnego D-League (2015)
  - III składu D-League (2015)
  - składu honorable mention turnieju NBA D-League Showcase  (2015)
- Zwycięzca konkursu wsadów podczas meczu gwiazd ligi izraelskiej (2017)[10]
- Uczestnik:
  - meczu gwiazd:
    - ligi izraelskiej (2017)[10]
    - D-League (2015)

  - konkursu wsadów D-League (2015)
- Zaliczony do składu honorable mention ligi izraelskiej (2017)*[10]
- Lider w blokach ligi izraelskiej (2017, 2019)[10]